# دانيال ديفرت
دانيال ديفرت، ولد في 10 سبتمبر 1937 في أفالون (يون، فرنسا) وتوفي في 7 شباط من عام 2023 في باريس، وهو عالم اجتماع فرنسي.
كان ناشط في مكافحة مرض الإيدز والرئيس المؤسس (1984-1991) لأول جمعية فرنسية لمكافحة الإيدز "AIDES"، أنشأ هذه الجمعية بعد وفاة رفيقه الفيلسوف ميشيل فوكو متأثراً بمرض الإيدز.

## السيرة الذاتية

### حياته المهنية
أمضى دانيال ديفرت طفولته في فيزيلاي حيث كان والده مصفف شعر . وهو مسجّل في مدرسة Lycée du Parc في ليون.
دانيال ديفيرت طالب سابق في المدرسة العليا نورمال بسانت كلاود. باحث في الفلسفة (1964)، كان باحثًا مشاركًا في CNRS - Fondation Thiers (1966-1968) ، مساعد علم الاجتماع في جامعة فينسينز (1969-1972)، أستاذ مساعد في علم الاجتماع في جامعة باريس الثامنة. (1972-1985) ومحاضر في نفس المؤسسة (1985-2001) .
في مجال تاريخ المعرفة، تحت إشراف ريمون آرون، درس دانيال ديفيرت ولادة العلوم الاجتماعية كنظام جامعي. كان الأمر يتعلق بدراستها في شكلين: الإحصاء الوصفي في الجامعات الألمانية في القرن الثامن عشر وتطور أيديولوجية العلوم الاجتماعية في المجتمعات الإحصائية الأوروبية وبين خبراء حفظ الصحة.هذا البحث، الذي استمر بهدف دراسة أطروحة الدولة حول تكوين المجال الاجتماعي، قاد دانيال ديفيرت تدريجيًا إلى دراسة الممارسات الوصفية الموجودة بالفعل في روايات السفر لاكتشافات القرن السابع عشر، وكانت إحصاءات الجامعات الألمانية قد تعهدت بإعادة ترميزها. من هذا البحث حول تاريخ الممارسات الإثنوغرافية، لا سيما الرسامين المتنقلين منذ اكتشاف أمريكا، طور دانيال ديفيرت فكرة الأيقونية الإثنوغرافية كمجال بحثي. في هذا السياق، كان من 1980 إلى 1987 مسؤولاً مشاركًا عن وحدة بحث مرتبطة بالمركز الوطني للبحوث العلمية (CNRS).
في مجال الصحة العامة، كان دانيال ديفيرت عضوًا في اللجنة العلمية للعلوم الإنسانية التابعة لجمعية الإيدز الدولية (1986-1994)، وعضو في اللجنة الدولية لمكافحة الإيدز التابعة لمنظمة الصحة العالمية (1988-1993)، عضو اللجنة الوطنية لمكافحة الإيدز (1989-1998) وعضو في اللجنة العليا للصحة العامة (من 1998).
له مقالات عديدة في مجال الصحة العامة. تم تكريمه بدرجة فارس من وسام جوقة الشرف وفي 1998 حصل على جائزة ألكسندر أوناسيس لإنشاء جمعية AIDES.

### مع ميشيل فوكو
التقى دانيال ديفرت بميشيل فوكو عام 1960، واستمرت علاقتهما من عام 1963 حتى وفاة فوكو عام  1984. يصف فوكو هذه العلاقة بأنها "حالة من العاطفة.
ناضل دانيال ديفرت مع ميشيل فوكو في الحركة الماوية التي يقودها غوش بروليتاريان. وهو معه بمبادرة من إنشاء مجموعة المعلومات حول السجون في فبراير 1971.
كانت وفاة فوكو بمرض الإيدز، وهو مرض لم يُعرف عنه أي شيء تقريبًا في ذلك الوقت، وهو ما جعل ديفيرت يدخل المعركة ضد الإيدز. يظهر دانيال ديفرت، تحت اسم ستيفان، في رواية هيرفي غويبرت À l'ami qui n'a pas m'a save la vie ، التي تصف معاناة فوكو (موزيل)، وكذلك في رواية ماتيو ليندون، Ce qu'aimer veut dire.
شارك مع فرانسوا إيوالد في تحرير المجلدات الأربعة (التي أعيد إصدارها الآن في جزأين) من أقوال وكتابات ميشيل فوكو (1994)، وهي مجموعة بعد وفاته من مختلف المقدمات والمحاضرات والمقابلات والنصوص الأخرى التي لم يجمعها الفيلسوف ولكنها نُشرت خلال عمله. كان دانيال ديفيرت أيضًا محررًا للسنة الأولى من دورات فوكو في Collège de France، دروس حول إرادة المعرفة، وشارك في نشر أعمال ميشيل فوكو في طبعة La Pléiade في عام 2015.

### وفاته
توفي دانيال ديفرت في باريس في 7 شباط 2023 عن عمر يناهز 85 عام، ودُفن في مقبرة مونتيو (يون).